# Edmund Ujma
Edmund Ujma (ur. 22 listopada 1913 w Brzózce, zm. 19 maja 1981 w Zielonej Górze) – polski inżynier i działacz polityczny, poseł na Sejm PRL III, IV i V kadencji (1961–1972).

## Życiorys
Po ukończeniu szkoły średniej w Częstochowie studiował na Wydziale Inżynierii Lądowej Politechniki Warszawskiej, po czym rozpoczął w 1938 pracę w Powiatowym Zarządzie Drogowym w Kielcach. W czasie II wojny światowej zatrudniony jako technik budowlany i ślusarz w Hucie Blachstädt.
Po 1945 wyjechał do Wielkopolski, gdzie znalazł pracę w Powiatowym Zarządzie Dróg w Wolsztynie. W 1950 awansował, uzyskując posadę szefa Wydziału Komunikacji prezydium Wojewódzkiej Rady Narodowej w Zielonej Górze. Od 1952 był dyrektorem Wojewódzkiego Zarządu Dróg Publicznych. Zasiadał w Radzie Technicznej przy Ministerstwie Komunikacji.
Od 1946 należał do Stronnictwa Demokratycznego, z ramienia którego pełnił mandat posła na Sejm PRL III, IV i V kadencji. Zasiadał w Komisjach Budownictwa o Gospodarki Komunalnej oraz Komunikacji i Łączności jako jej wiceprzewodniczący. Początkowo posłował z okręgu Gorzów Wielkopolski, później z Zielonej Góry. Udzielał się w Kole Łowieckim „Dzik” w Zielonej Górze.
Pochowany na Starym Cmentarzu w Zielonej Górze.

## Odznaczenia
- Krzyż Oficerski Orderu Odrodzenia Polski
- Krzyż Kawalerski Orderu Odrodzenia Polski
- Złoty Krzyż Zasługi (1952)[2]
- Medal 10-lecia Polski Ludowej (1955)[3][4]
- Odznaka 1000-lecia Państwa Polskiego (1966)[5]